# Paul de Kock
Charles-Paul de Kock (Passy, 21 de mayo de 1793 - Romainville 29 de agosto de 1871) fue un novelista y dramaturgo francés, padre del también novelista y autor dramático Henri de Kock (1819-1892).

## Biografía

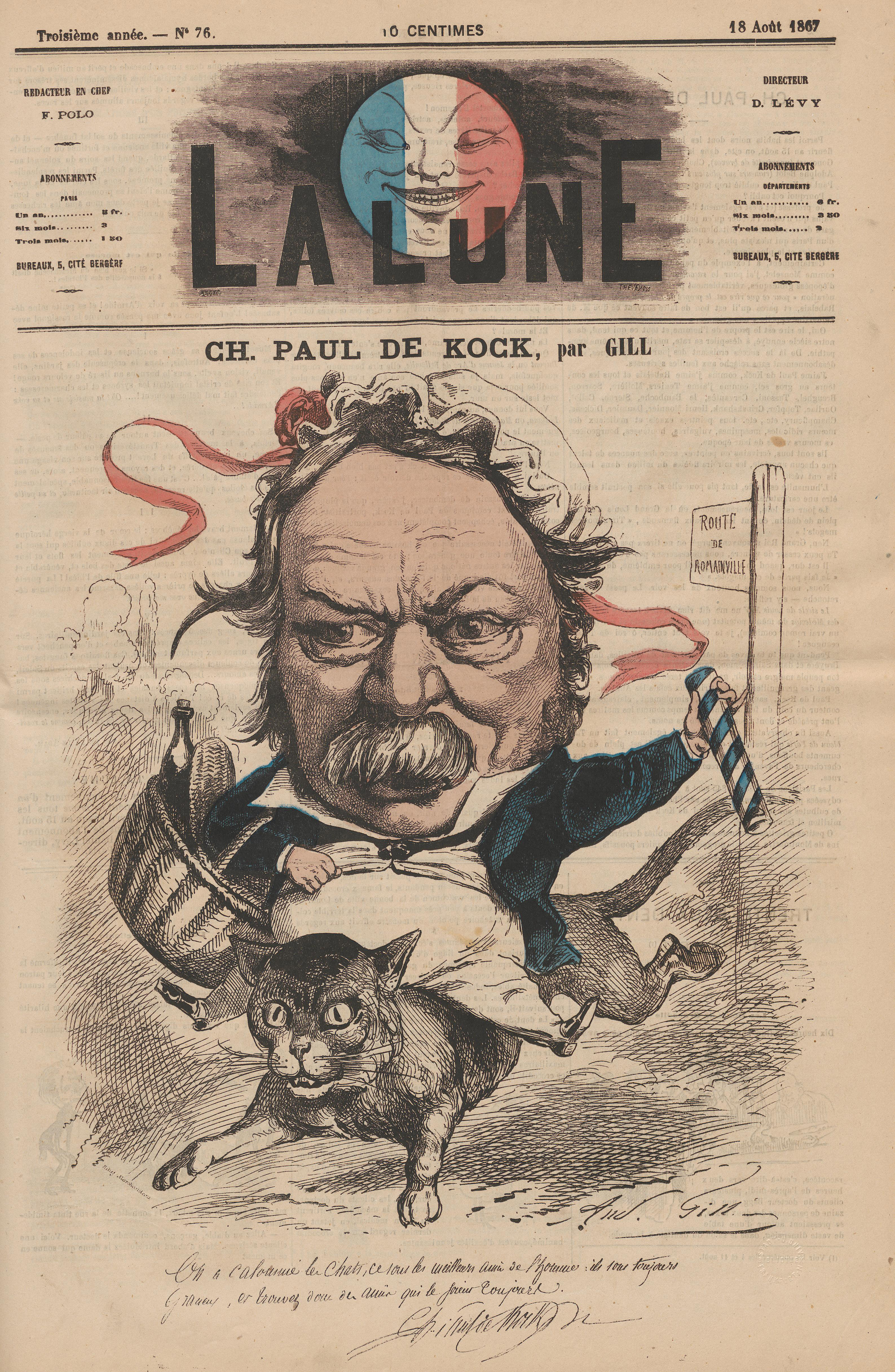
Caricatura por André Gill aparecida en La Lune en 1867

Charles-Paul de Kock era hijo póstumo del banquero holandés Jean Conrad de Kock, que había sido guillotinado durante el Terror. 
Hombre de vida acomodada gracias a sus elevadas rentas, Charles-Paul vivió la mayor parte de su vida en el Boulevard Saint-Martin. Se le conoce sobre todo por escribir novela por entregas, siendo en este trabajo especialmente fecundo. Su fama en Francia y en el extranjero fue enorme. Escritor prolífico, publicó cerca de 400 volúmenes de narrativa y representó más de doscientas piezas teatrales, no desprovistas de genio ni sentido del humor, de lo que ya se dio cuenta Chateaubriand al decir de él en casa de la señora Récamier que: «Paul de Kock es un consuelo; jamás ha presentado la humanidad bajo el punto de vista que entristece; con él uno ríe y espera». Además, escribió libretos de ópera; y es, también, autor de vodeviles, y de numerosas canciones, entre las cuales la más célebre, Madame Arthur, escrita hacia 1850 y cantada por Yvette Guilbert, fue un gran éxito durante los felices años 20.  
Publicó a sus expensas su primera novela, L'Enfant de ma femme (1811). El éxito le llegaría una década más tarde con una serie de novelas sobre la vida parisina, empezando en 1820 con Georgette, ou la Nièce du tabellion. La mayoría de sus novelas, que se caracterizan por el carácter truculento de sus acciones, fueron publicadas por Éditions Rouff y hoy en día interesan para entender la vida parisina a comienzos del siglo XIX; por ejemplo en La Grande yule, Paris (1842), donde se describen varias historias protagonizadas por gente humilde, cabarés y aventuras equívocas de una suerte u otra. Las más famosas son Georgette (1820), André le Savoyard (1825), Le Barbier de Paris (1826), L'homme aux trois culottes, 1840.

## Obras (incompleto)
- L'Enfant de ma femme (1812)
- Gustave le mauvais sujet (1821)
- Georgette ou la Nièce du tabellion, 1821
- André le Savoyard, 1826
- Le Barbier de Paris, 1827
- La Laitière de Montfermeil (1827)
- Jean, 1828
- La Femme, le mari et l'amant (1829)
- Le Cocu (1831)
- Un bon enfant, 1833
- Le Barbier de Paris (1833)
- La Pucelle de Belleville (1834)
- Ni jamais ni toujours, con Charles Mourier, 1835
- Zizine, 1836
- Un tourlourou, 1837
- La Maison blanche, 1840
- La Jolie Fille du faubourg, 1840
- Sans-cravate ou les Commissionnaires (en dos tomos), 1844
- L'Amant de la lune, 1847
- La Bouquetière du château d'eau (1855)
- La Fille aux trois jupons, 1867
- Le Professeur Ficheclaque, 1867
- Madame Tapin, 1868

- Datos: Q982058
- Multimedia: Paul de Kock / Q982058
- Citas célebres: Paul de Kock